# Foteo
Foteo är en obebodd ö i Felidhuatollen i Maldiverna. Den ligger i den sydöstra delen av landet, 90 km söder om huvudstaden Malé. På ön finns Maldivernas östligaste punkt.